# Выборы в Псковское областное собрание депутатов (2016)
Выборы депутатов Псковского областного Собрания депутатов состоялись в Псковской области 18 сентября 2016 года в единый день голосования, одновременно с выборами в Государственную думу РФ. Выборы проходили по смешанной избирательной системе: из 44 депутатов 22 избирались по партийным спискам (пропорциональная система), другие 22 — по одномандатным округам (мажоритарная система). Для попадания в Собрание по пропорциональной системе партиям необходимо было преодолеть 5%-й барьер. Срок полномочий шестого созыва — пять лет.
На 1 июля 2016 года в Псковской области было зарегистрировано 550 573 избирателей.

## Подготовка
В феврале 2016 года депутаты областного Собрания пятого созыва утвердили схему одномандатных избирательных округов для проведения выборов депутатов регионального парламента двух последующих созывов. Согласно федеральному закону новая схема округов, разработанная областной Избирательной комиссией и утверждённая областным Собранием депутатов, будет действовать в течение десяти лет. Необходимость корректировки действующих границ округов была обусловлена изменением федерального законодательства, уменьшением численности населения области, а также изменением границ и названий части сельских поселений, произошедшим в результате проведённой в 2015 году административной реформы. Количество округов при этом осталось прежним – 22, в каждом из них была соблюдена средняя норма представительства избирателей.

## Участники

### Выборы по партийным спискам
Пять партий представили списки кандидатов без сбора подписей избирателей: Единая Россия, КПРФ, ЛДПР, Справедливая Россия, Яблоко. Остальным политическим объединениям — Патриоты России, Партия роста и Родина — для регистрации выдвигаемого списка требовалось собрать от 2775 до 3053 подписей (0,5 % от числа избирателей).
Единый список кандидатов от партии "Родина" на выборы в областное Собрание шестого созыва не был зарегистрирован — избирательное объединение не смогло предоставить необходимое количество подписей в свою поддержку (действительными признаны 2414 подписей из 2969 собранных). В бюллетени по выборам депутатов регионального парламента были включены семь партий.
| Единая Россия                                                                                    | Андрей Турчак • Марина Борисенкова • Иван Цецерский   | 22 | 69 | зарегистрирован        |
| КПРФ                                                                                             | Александр Рогов • Анатолий Копосов • Виктор Дуля      | 22 | 66 | зарегистрирован        |
| ЛДПР                                                                                             | Владимир Жириновский • Антон Минаков                  | 22 | 48 | зарегистрирован        |
| Справедливая Россия                                                                              | Олег Брячак • Наталья Тудакова                        | 21 | 57 | зарегистрирован        |
| Яблоко                                                                                           | Лев Шлосберг • Александр Конашенков • Любовь Жильцова | 22 | 69 | зарегистрирован        |
| Партия роста                                                                                     | Борис Титов • Василий Краснов • Виктория Мартынец     | 22 | 46 | зарегистрирован        |
| Патриоты России                                                                                  | Михаил Хоронен • Александр Гуров • Виктор Асадчий     | 21 | 50 | зарегистрирован        |
| Родина                                                                                           | Михаил Скоробогатов • Алексей Никитин • Ольга Калина  | 20 | 43 | отказано в регистрации |
| *Региональная группа соответствует одномандатному округу и должна включать от 1 до 3 кандидатов. |                                                       |    |    |                        |
| **Общее число включённых в единый список кандидатов не может превышать 69 человек.               |                                                       |    |    |                        |

### Выборы по округам
В 22-х округах на мандаты претендовали 117 кандидатов, восемь из них в порядке самовыдвижения. Кандидаты-самовыдвиженцы должны были заручиться поддержкой избирателей и представить в окружные избирательные комиссии в среднем 703-900 подписей.
| 1                                                                       | частично Псков | 27 416 |
| 2                                                                       | частично Псков | 25 394 |
| 3                                                                       | частично Псков | 27 341 |
| 4                                                                       | частично Псков | 29 108 |
| 5                                                                       | частично Псков | 25 770 |
| 6                                                                       | частично Псков | 20 418 |
| 7                                                                       | частично Великие Луки | 27 843 |
| 8                                                                       | частично Великие Луки | 25 441 |
| 9                                                                       | частично Великие Луки | 27 261 |
| 10                                                                      | Гдовский район, частично Псковский район (Ершовская волость, Талабские острова, Писковичская волость, Серёдкинская волость), частично Псков | 24 470 |
| 11                                                                      | Палкинский район, Печорский район | 24 479 |
| 12                                                                      | частично Псковский район (Завеличенская волость, Краснопрудская волость, Логозовская волость, Ядровская волость, Тямшанская волость), частично Псков                                                                                                   | 24 011 |
| 13                                                                      | Островский район | 25 375 |
| 14                                                                      | частично Порховский район (городское поселение Порхов, Полонская волость), Дновский район | 23 743 |
| 15                                                                      | Пушкиногорский район, Пыталовский район, частично Красногородский район (городское поселение Красногородск, Красногородская волость) | 23 062 |
| 16                                                                      | Дедовичский район, Новоржевский район, частично Порховский район (Славковская волость) | 23 196 |
| 17                                                                      | Бежаницкий район, Локнянский район, частично Опочецкий район (Болгатовская волость, Варыгинская волость и Глубоковская волость) | 21 845 |
| 18                                                                      | Великолукский район, Куньинский район | 25 424 |
| 19                                                                      | Струго-Красненский район, Плюсский район, частично Псковский район (Карамышевская волость, Торошинская волость), частично Порховский район (Дубровенская волость)                                                                                      | 24 370 |
| 20                                                                      | частично Опочецкий район (городское поселение Опочка, Пригородная волость), частично Себежский район (городское поселение Себеж, Себежское сельское поселение, городское поселение Сосновый Бор), частично Красногородский район (Пограничная волость) | 23 209 |
| 21                                                                      | Новосокольнический район, Пустошкинский район, частично Себежский район (городское поселение Идрица, Красноармейская волость) | 24 538 |
| 22                                                                      | Невельский район, Усвятский район | 25 248 |
| *Число избирателей, внесенных в список на момент окончания голосования. | |        |

## Итоги
При распределении мандатов депутатов Псковского областного Собрания с 2011 года используется модифицированный метод делителей Империали, при котором  сумма голосов избирателей, отданных за каждую партию, последовательно делится на числа, начиная с двух, до числа распределяемых депутатских мандатов (избирательной квоты).
При распределении внутри каждого единого списка в первую очередь депутатские мандаты переходят к кандидатам, включённым в общеобластную часть в порядке очерёдности их размещения.
Далее мандаты распределяются внутри списка между региональными группами кандидатов в порядке убывания доли – поочерёдно по одному мандату. При равенстве процента преимущество отдается той региональной группе кандидатов, за которую было подано большее число голосов избирателей. Внутри региональной группы мандаты передаются в порядке расположения кандидатов в группе.

### Результаты по спискам[31]
| Партия                                     | Партия                                     | Общеобластная часть списка                            | Голоса  | % голосов | Мест по списку |
| ------------------------------------------ | ------------------------------------------ | ----------------------------------------------------- | ------- | --------- | -------------- |
|                                            | Единая Россия                              | Андрей Турчак • Марина Борисенкова • Иван Цецерский   | 101 189 | 44,14%    | 11             |
|                                            | КПРФ                                       | Александр Рогов • Анатолий Копосов • Виктор Дуля      | 45 981  | 20,06%    | 5              |
|                                            | ЛДПР                                       | Владимир Жириновский • Антон Минаков                  | 34 053  | 14,85%    | 3              |
|                                            | Справедливая Россия                        | Олег Брячак • Наталья Тудакова                        | 20 490  | 8,94%     | 2              |
|                                            | Яблоко                                     | Лев Шлосберг • Александр Конашенков • Любовь Жильцова | 13 964  | 6.09%     | 1              |
| Партии, не преодолевшие барьер в 5 %:      |                                            |                                                       |         |           |                |
|                                            | Патриоты России                            | Михаил Хоронен • Александр Гуров • Виктор Асадчий     | 3 858   | 1,68%     | 0              |
|                                            | Партия Роста                               | Борис Титов • Василий Краснов • Виктория Мартынец     | 3 405   | 1,49%     | 0              |
| Всего голосов (действительных бюллетеней): | Всего голосов (действительных бюллетеней): | Всего голосов (действительных бюллетеней):            | 222 940 |           |                |
| Недействительных бюллетеней:               | Недействительных бюллетеней:               | Недействительных бюллетеней:                          | 6 323   |           |                |

Кандидаты из общеобластной части списка партии "Единая Россия" Андрей Турчак и Иван Цецерский отказались от получения депутатских мандатов. Владимир Жириновский также отказался от места в региональном парламенте. Марина Борисенкова (Единая Россия), Александр Рогов, Анатолий Копосов и Виктор Дуля (КПРФ), Антон Минаков (ЛДПР), Олег Брячак и Наталья Тудакова (Справедливая Россия) и Лев Шлосберг (Яблоко), включённые в общеобластную часть партийных списков, воспользовались правом получить мандат.
Губернатор Псковской области (2009-2017) Андрей Турчак, возглавлявший на выборах общеобластную часть списка партии «Единая Россия», спустя год воспользовался правом получить мандат депутата Псковского областного Собрания.
12 октября 2017 года указом Президента России он был освобождён от должности губернатора Псковской области по собственному желанию досрочно и был назначен временно исполняющим полномочия Секретаря Генерального совета партии «Единая Россия». 30 октября 2017 года получил мандат депутата Псковского областного Собрания по единому избирательному округу от Регионального отделения партии «Единая Россия» (вакантный мандат появился в связи с досрочным прекращением полномочий депутата Николая Бурого ).
2 ноября 2017 года Андрей Турчак был наделён полномочиями члена Совета Федерации ФС РФ от Псковского областного Собрания депутатов .

#### Избраны по спискам
| Партия                | №  | Список (№ в списке)   | ФИО депутата                    |
| --------------------- | -- | --------------------- | ------------------------------- |
| «Единая Россия»       | 1  | Общий (2)             | Борисенкова Марина Эдуардовна   |
| «Единая Россия»       | 2  | Региональный № 10 (1) | Гречин Виктор Александрович     |
| «Единая Россия»       | 3  | Региональный № 11 (1) | Ставрунов Андрей Владимирович   |
| «Единая Россия»       | 4  | Региональный № 13 (1) | Михайлов Андрей Владимирович    |
| «Единая Россия»       | 5  | Региональный № 14 (1) | Григорьев Геннадий Владимирович |
| «Единая Россия»       | 6  | Региональный № 15 (1) | Мельникова Наталья Геннадьевна  |
| «Единая Россия»       | 7  | Региональный № 16 (1) | Афанасьев Вадим Григорьевич     |
| «Единая Россия»       | 8  | Региональный № 17 (1) | Каленский Валентин Григорьевич  |
| «Единая Россия»       | 9  | Региональный № 18 (1) | Борисов Александр Александрович |
| «Единая Россия»       | 10 | Региональный № 19 (2) | Бурый Николай Лавренович        |
| «Единая Россия»       | 11 | Региональный № 20 (1) | Козьякова Дарья Викторовна      |
| КПРФ                  | 1  | Общий (1)             | Рогов Александр Анатольевич     |
| КПРФ                  | 2  | Общий (2)             | Копосов Анатолий Петрович       |
| КПРФ                  | 3  | Общий (3)             | Дуля Виктор Фёдорович           |
| КПРФ                  | 4  | Региональный № 7 (1)  | Чувайлов Николай Алексеевич     |
| КПРФ                  | 5  | Региональный № 8 (1)  | Сосновский Сергей Валерьевич    |
| ЛДПР                  | 1  | Общий (2)             | Минаков Антон Александрович     |
| ЛДПР                  | 2  | Региональный № 8 (1)  | Коробейников Кирилл Семёнович   |
| ЛДПР                  | 3  | Региональный № 9 (1)  | Павлинов Юрий Александрович     |
| «Справедливая Россия» | 1  | Общий (1)             | Брячак Олег Михайлович          |
| «Справедливая Россия» | 2  | Общий (2)             | Тудакова Наталья Викторовна     |
| Яблоко                | 1  | Общий (1)             | Шлосберг Лев Маркович           |

### Результаты по одномандатным округам и единому округу[31][47]
| Результат по одномандатным округам | Результат по одномандатным округам | Результат по одномандатным округам | Результат по одномандатным округам | Результат по одномандатным округам | Результат по единому округу | Результат по единому округу | Результат по единому округу | Результат по единому округу | Результат по единому округу | Результат по единому округу |
| № округа                           | Депутат                            | Партия                             | Число голосов                      | % голосов                          | ЕР                          | КПРФ                        | ЛДПР                        | СР                          | «Яблоко»                    |                             |
| ---------------------------------- | ---------------------------------- | ---------------------------------- | ---------------------------------- | ---------------------------------- | --------------------------- | --------------------------- | --------------------------- | --------------------------- | --------------------------- | --------------------------- |
| 1                                  | Васильев Алексей Николаевич        | Единая Россия                      | 5426                               | 51,87%                             | 38,23%                      | 21,80%                      | 12,89%                      | 7,89%                       | 10,62%                      |                             |
| 2                                  | Лузин Ян Вячеславович              | Единая Россия                      | 5391                               | 56,82%                             | 38,81%                      | 21,36%                      | 13,32%                      | 8,49%                       | 9,86%                       |                             |
| 3                                  | Севастьянов Алексей Анатольевич    | Единая Россия                      | 4087                               | 42,99%                             | 43,45%                      | 19,59%                      | 15,10%                      | 8,41%                       | 6,82%                       |                             |
| 4                                  | Тиханов Анатолий Владимирович      | Единая Россия                      | 6092                               | 50,61%                             | 42,53%                      | 18,77%                      | 13,99%                      | 8,58%                       | 8,53%                       |                             |
| 5                                  | Сорокин Юрий Юрьевич               | Единая Россия                      | 5555                               | 51,38%                             | 38,22%                      | 21,59%                      | 11,41%                      | 11,23%                      | 10,09%                      |                             |
| 6                                  | Драгунова Лидия Александровна      | Единая Россия                      | 2753                               | 29,93%                             | 42,92%                      | 18,05%                      | 12,26%                      | 11,21%                      | 8,66%                       |                             |
| 7                                  | Козловский Всеволод Юрьевич        | Единая Россия                      | 3834                               | 35,30%                             | 34,42%                      | 25,41%                      | 18,66%                      | 7,56%                       | 5,79%                       |                             |
| 8                                  | Василевский Александр Викторович   | Единая Россия                      | 4330                               | 42,90%                             | 37,66%                      | 22,46%                      | 18,81%                      | 8,46%                       | 4,05%                       |                             |
| 9                                  | Даньшова Елена Николаевна          | Единая Россия                      | 4005                               | 38,66%                             | 33,86%                      | 25,61%                      | 20,22%                      | 7,79%                       | 4,08%                       |                             |
| 10                                 | Яников Владимир Николаевич         | Единая Россия                      | 3780                               | 41,24%                             | 45,52%                      | 19,37%                      | 15,06%                      | 7,34%                       | 7,48%                       |                             |
| 11                                 | Остренко Виктор Владимирович       | Единая Россия                      | 5351                               | 50,38%                             | 45,50%                      | 16,10%                      | 13,31%                      | 15,41%                      | 4,72%                       |                             |
| 12                                 | Братчиков Александр Николаевич     | Единая Россия                      | 3958                               | 41,87%                             | 45,50%                      | 16,85%                      | 12,93%                      | 9,45%                       | 8,81%                       |                             |
| 13                                 | Богачёва Ирина Михайловна          | Единая Россия                      | 4170                               | 36,13%                             | 46,57%                      | 19,30%                      | 14,43%                      | 9,42%                       | 5,23%                       |                             |
| 14                                 | Быков Сергей Валентинович          | Единая Россия                      | 4561                               | 54,70%                             | 47,31%                      | 22,99%                      | 14,39%                      | 6,25%                       | 4,54%                       |                             |
| 15                                 | Дитрих Игорь Иванович              | Единая Россия                      | 5084                               | 51,25%                             | 46,74%                      | 18,28%                      | 14,57%                      | 11,74%                      | 4,25%                       |                             |
| 16                                 | Михайлова Ульяна Александровна     | Единая Россия                      | 4534                               | 47,58%                             | 48,26%                      | 20,73%                      | 13,27%                      | 10,27%                      | 3,81%                       |                             |
| 17                                 | Антонов Виктор Васильевич          | Единая Россия                      | 5906                               | 57,70%                             | 50,61%                      | 19,29%                      | 14,52%                      | 8,57%                       | 2,93%                       |                             |
| 18                                 | Фёдоров Алексей Владимирович       | Единая Россия                      | 5596                               | 48,39%                             | 48,83%                      | 18,82%                      | 16,60%                      | 8,66%                       | 2,73%                       |                             |
| 19                                 | Котов Александр Алексеевич         | Единая Россия                      | 8185                               | 66,49%                             | 60,01%                      | 12,59%                      | 13,82%                      | 6,23%                       | 3,63%                       |                             |
| 20                                 | Полозов Борис Геннадьевич          | Единая Россия                      | 4865                               | 51,82%                             | 46,98%                      | 20,85%                      | 16,29%                      | 6,22%                       | 4,15%                       |                             |
| 21                                 | Козлов Андрей Григорьевич          | Единая Россия                      | 5391                               | 46,45%                             | 43,66%                      | 18,56%                      | 17,88%                      | 8,91%                       | 6,84%                       |                             |
| 22                                 | Василевский Валерий Михайлович     | Единая Россия                      | 5542                               | 50,33%                             | 43,80%                      | 24,45%                      | 12,55%                      | 8,42%                       | 6,75%                       |                             |

На выборах в Псковское областное Собрание шестого созыва по всем одномандатным округам победу одержали представители Всероссийской политической партии "Единая Россия".
29 сентября 2016 года Избирательная комиссия области приняла постановление о передаче вакантных депутатских мандатов по итогам отказов зарегистрированных кандидатов, избранных в новый состав областного Собрания, и регистрации избранных депутатов. По спискам в областной парламент вошли депутаты региональных групп, набравших наибольший процент голосов. От Единой России Виктор Гречин (региональная группа №10), Андрей Ставрунов (региональная группа №11), Андрей Михайлов (региональная группа № 13), Геннадий Григорьев (региональная группа №14), Наталья Мельникова (региональная группа № 15), Вадим Афанасьев (региональная группа №16), Валентин Каленский (региональная группа №17), Александр Борисов (региональная группа №18; на первой сессии был делегирован в Совет Федерации, мандат передан следующему по списку Олегу Савельеву), Николай Бурый (региональная группа №19), Дарья Козьякова (региональная группа №20). КПРФ представили Николай Чувайлов (региональная группа №7) и Сергей Сосновский (региональная группа №9), ЛДПР — Кирилл Коробейников (региональная группа №8; сложил полномочия до первой сессии, мандат был передан Сергею Литвиненко) и Юрий Павлинову (региональная группа №9).
5 октября 2016 года прошла первая организационная сессия, в ходе которой был избран председатель — Александр Котов и его заместители, утверждена структура, сформированы комитеты, избрано их руководство.